# Coursetia chiapensis
Coursetia chiapensis là một loài thực vật có hoa trong họ Đậu. Loài này được Lavin & M.Sousa miêu tả khoa học đầu tiên.